# Arundel (Anglaterra)
Arundel (pronunciat /ˈærəndəl/ o /ˈɑːndəl/) és un municipi del Regne Unit, situat al comtat de West Sussex. Està a 29 km de la ciutat costanera de Brighton i a 16 km de Chichester. És la segona ciutat del comtat de West Sussex, després de Chichester, amb més edificis catalogats com a patrimoni històric.

## Toponímia

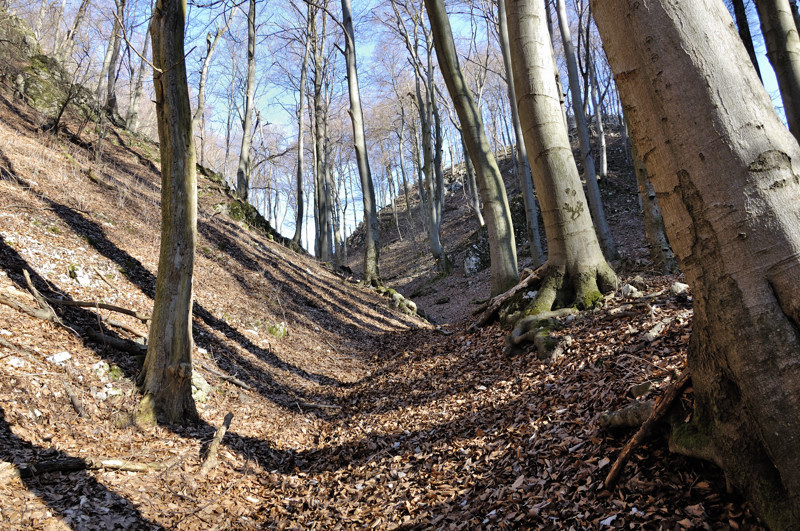
Molts autors coincideixen a dir que dell («vall petita amb arbres») és un component del nom.

Antigament el nom d'aquesta ciutat s'escrivia Arundell —la forma actual data del segle XVIII— i segons alguns autors vol dir "dell of the Arun" («vall del riu Arun»), on la paraula dell és un terme anglosaxó que es refereix a un tipus concret de vall: petita i amb arbres creixent en ella. Aquesta explicació té l'inconvenient que el riu no sempre s'ha anomenat així, antigament es deia Tarrant, però per aplicació de la derivació regressiva els habitants d'Arundel van començar a dir Arun al seu riu.
L'etimologia popular relaciona aquest topònim amb un origen diferent: amb la paraula francesa aronde («oreneta») i s'hauria introduït durant la conquesta normanda d'Anglaterra. Aquesta creença es reflecteix en l'escut heràldic de la ciutat on surt aquest ocell.
Altres autors pensen que podria tenir origen escandinau, i podria ser el resultat d'unir dos termes en nòrdic antic arn («àguila») + dalr (equivalent a l'anglès dell, «vall»).
Una altra teoria el relaciona amb un origen vascònic i amb el terme aran, unit a l'anglosaxó dell i seria com dir «vall d'aran» un topònim redundant pel que fa al significat.

## Geografia
El territori municipal d'Arundel està sobre un altiplà de la vall calcària dels South Downs. A l'est de la ciutat passa el riu Arun. El nord de la plana és bastant boscosa. Hi ha una ruta pels aficionats al senderisme que passa per l'entorn natural d'Arundel anomenada Monarch's Way, que invita a caminar rememorant els llocs per on va passar el rei Carles II l'any 1651 en la seva fugida després de la derrota a la batalla de Worcester.
Un gentilici popular emprat per a la gent d'Arundel és Mullets, per la nombrosa presència d'un peix anomenat mullet («llissa») en el riu Arun. En el passat aquest riu feia d'enllaç amb la mar i alguns vaixells que travessaven el canal de la Mànega s'endinsaven fins aquí on desembarcaven amb més seguretat que en les ciutats costaneres.
La part habitada està dividida en dues zones urbanitzades principals, separades per un carrer: el nucli antic al nord del carrer i la part nova al sud.

## Història

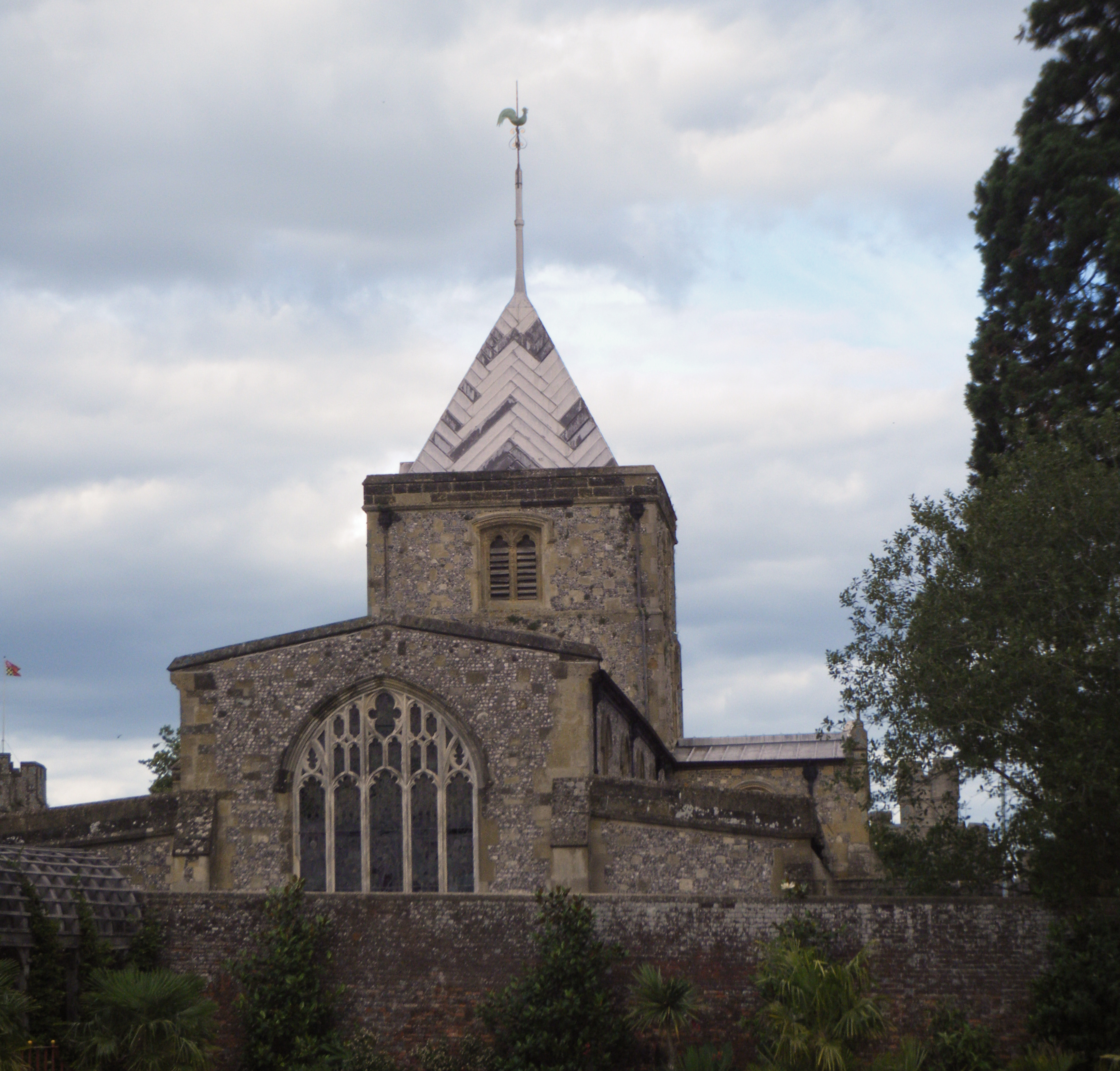
Fitzalan Chapel, vista des del castell.

Sembla que la ciutat d'Arundel va ser al començament un assentament a l'entorn del pont que travessava el riu Arun per la seva part més baixa. El pont va continuar sent un lloc molt transitat fins que el 1908 es va construir un pont giratori a Littlehampton. En època romana ja devia estar poblat, puix que s'han trobat vestigis d'una antiga vil·la romana, Bignor Villa.
El castell d'Arundel va ser construït pels normands per protegir la rodalia, en el punt mes elevat del municipi. La ciutat va créixer després construint-se cases al vessant sud del castell, el qual està catalogat com a monument patrimonial de grau I. El 1141 el rei Esteve de Blois va crear el títol de comte d'Arundel per premiar la fidelitat de Guillem d'Aubigny, un cavaller que després es va casar amb la vídua del rei Enric I. Vers el segle xiii els comtes d'Arundel eren més coneguts com a comtes de Sussex.

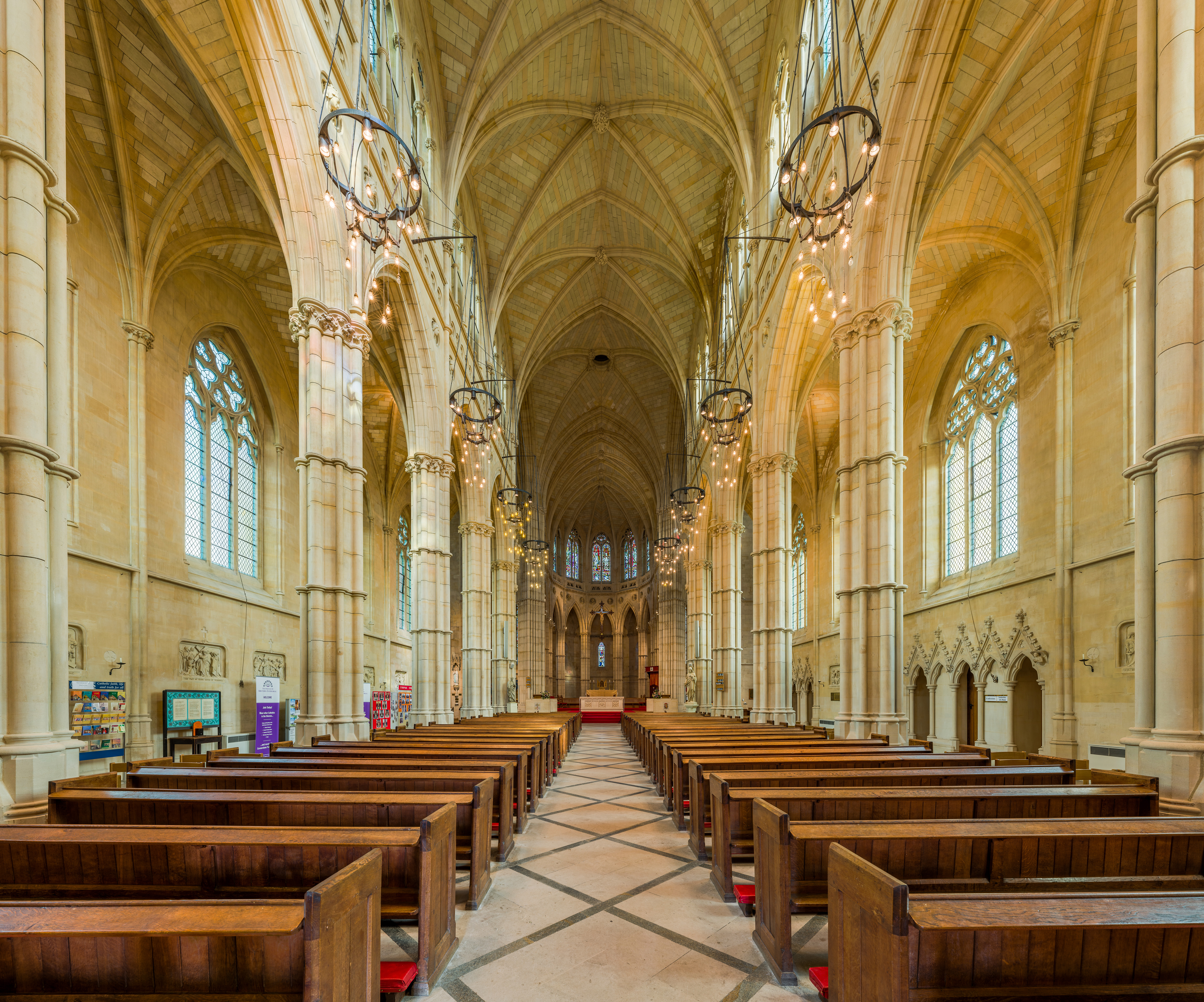
Interior de la catedral.

La família Howard, ducs de Norfolk i comtes d'Arundel va fer construir una església que va caure en desús amb la prohibició del catolicisme el 1664, es coneix amb el nom de Fitzalan Chapel. L'any 1868 el duc Henry Fitzalan-Howard es va proposar dotar la ciutat d'una bella catedral i va pagar la major part de les obres. Encara que es va fer al segle xviii és d'estil gòtic i està dedicada a sant Felip Neri.
El 1963 es va crear el Museu d'Arundel per una associació de vilatans que desitjaven conservar la història local; amb els anys s'ha anat ampliant fins a tenir vuit sales.